# Eduardo Estrella Aguirre
Eduardo Estrella Aguirre (Tabacundo, 1941 - Quito, 1996), fue un médico e investigador ecuatoriano que fundó el Museo Nacional de Medicina del Ecuador y, entre sus muchas obras, publicó Flora Huayaquilensis: La expedición botánica de Juan Tafalla 1799-1808.

## Biografía

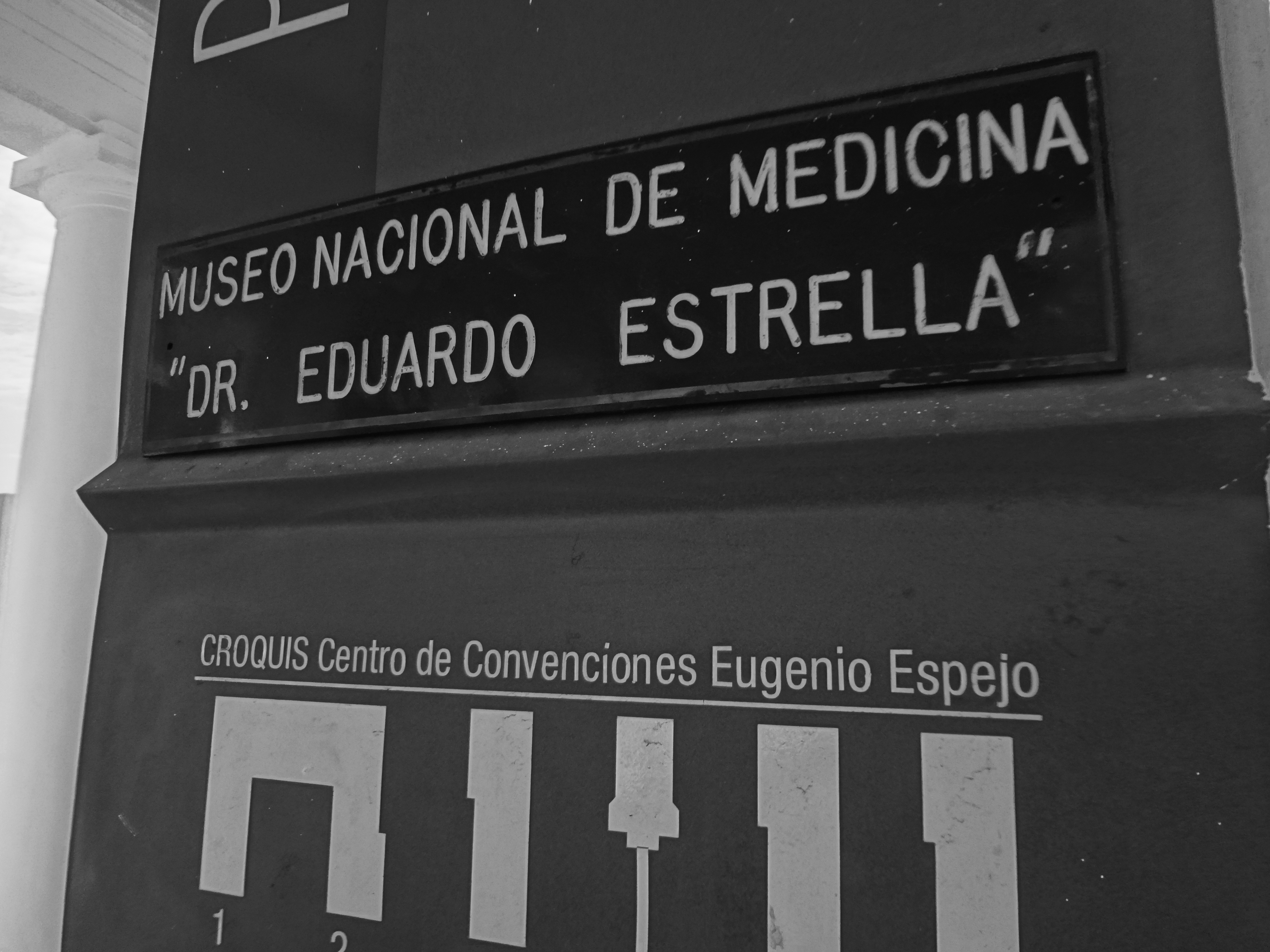
El Museo Nacional de Medicina de Ecuador, en Quito, fue fundado por el Dr. Eduardo Estrella el 5 de marzo de 1983.

Eduardo Estrella se graduó en la facultad de Medicina de la Universidad Central del Ecuador, donde posteriormente ejercería como profesor. De 1968 a 1970 hizo un posgrado en radioterapia en el Instituto Tecnológico de Massachusetts, una institución de educación superior privada situada en Cambridge, Massachusetts, Estados Unidos. Viajó entonces a España para especializarse en Psiquiatría en la Universidad de Navarra, Pamplona entre 1970 y 1973 y en la década de 1980 recibió el doctorado en la Pontificia Universidad Católica del Ecuador de Quito. Entretanto publicó numerosas obras sobre medicina andina e historia de la medicina.
Fue uno de los investigadores más destacados de Ecuador de la segunda mitad del siglo XX. Su trabajo en la medicina, la historia y la siquiatría le ganaron el reconocimiento en todo el país. Brilló por su preparación y sus conocimiento humanísticos. El descubrimiento del trabajo de Juan José Tafalla Navascués, la publicación del estudio sobre José Mejía Lequerica y la fundación del Museo Nacional de Medicina del Ecuador fueron aportes que lo destacaron a lo largo de su vida. 
Su temprana muerte truncó las expectativas que se habían planteado sobre su trabajo para continuar con el desarrollo de la medicina, una profesión que en Ecuador constaba de una larga y fructífera tradición. 

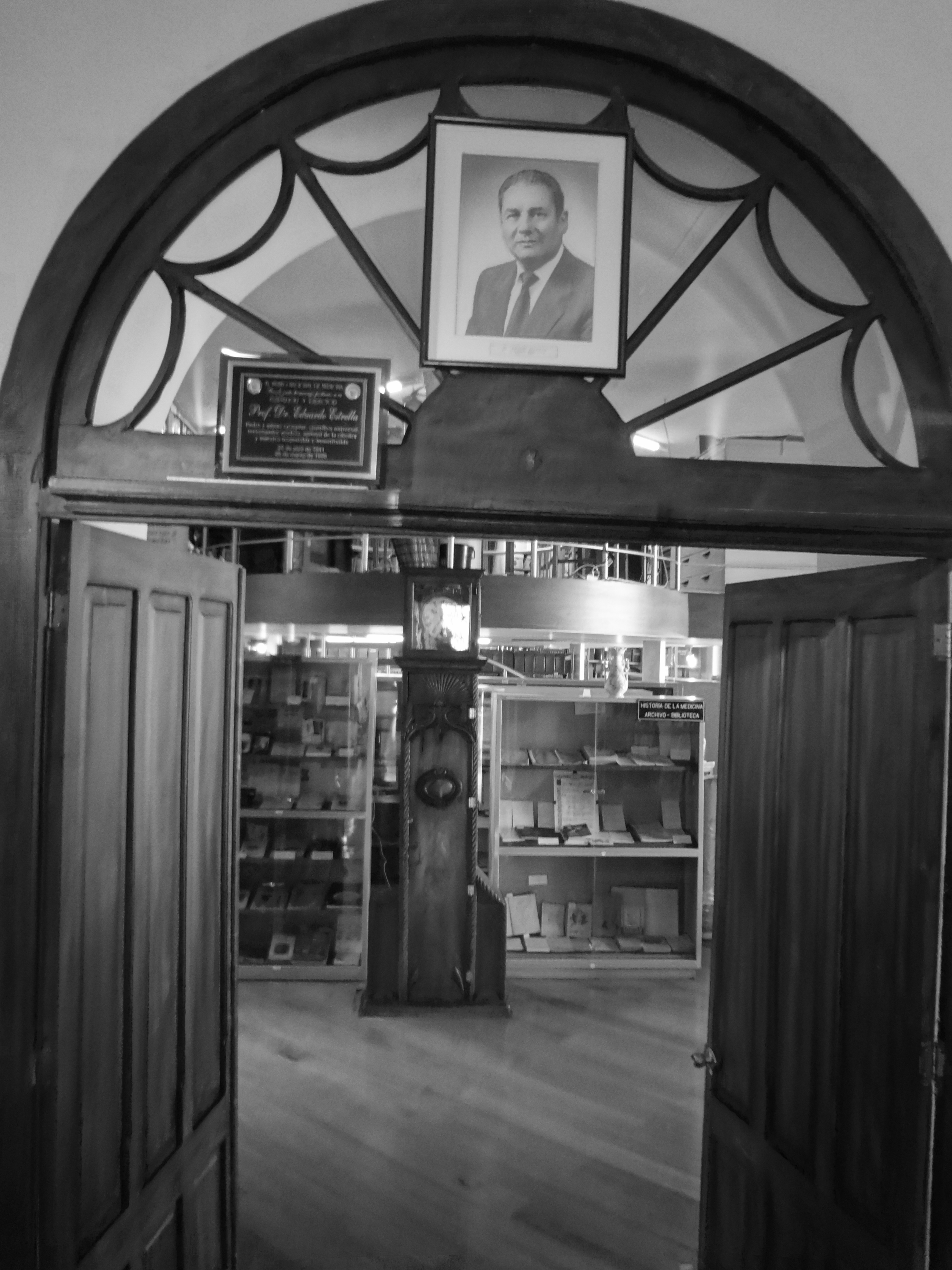
El Museo Nacional de Medicina de Ecuador, Dr. Eduardo Estrella

### El descubrimiento de Flora Huayaquilensis
El español Juan José Tafalla Navascués realizó una de las primeras expediciones a América del Sur para documentar plantas, aunque sus trabajos se perdieron durante doscientos años. El Dr. Estrella, durante sus investigaciones sobre las expediciones científicas españolas en los archivos del Real Jardín Botánico de Madrid encontró documentos de la "División IV", que correspondían a la Expedición de Ruiz y Pavón por Chile y Perú y en ellos se describían plantas originarias de lugares pertenecientes a la Real Audiencia de Quito.
El arduo trabajo de investigación duró casi tres años, tras los cuales el Dr. Estrella logró reunir suficientes evidencias de que el navarro Juan Tafalla había recorrido y recolectado la primera flora del territorio de la Audiencia de Quito para publicar el libro Flora Huayaquilensis.

### La fundación del Museo Nacional de Medicina
En 1983 fundó Eduardo Estrella el museo después de haber hecho su descubrimiento histórico de la Real Expedición Botánica del Perú y su presencia en la Real Audiencia de Quito. El museo ha tenido muchos avances y cumple con el rol principal de mantener la memoria de una de las profesiones que más larga tradición tiene en Ecuador: la medicina. Fundada en el siglo XVII con las primeras facultades, los médicos en ese país han tenido un largo trabajo que se registra en una parte específicamente dedicada a la medicina colonial. Además también registra los saberes que configuran la medicina nativa de Sudamérica, las principales plantas medicinales, la nutrición y la salud.

## Obras
Dentro de las principales obras encontramos a: 

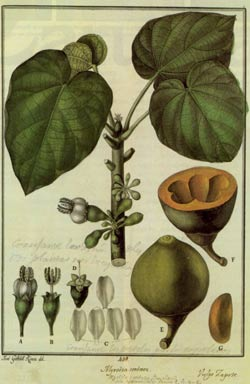
Una de las páginas de Flora Huayaquilensis.

- Medicina Aborigen. Quito: Ed. Época, 1977. 239 p. (Reimpresión 1978).
- Medicina y Estructura Socio-Económica. Quito. Ed. Belén, 1980. 392 p. (Reimpresión 1981).
- Estudios de Salud Mental. Quito. Ed. Belén, 1982. 230 p.
- El Pan de América. Madrid: Consejo Superior de Investigaciones Científicas (CSIC), 1986. 400 p. (II. Edición. Quito: Ed. Abya-Yala, 1988; III Edición. Quito: Ed. Abya-Yala, 1990).
- José Mejía: Primer Botánico Ecuatoriano. Quito: Ed. Abya-Yala, 1988. 100p.
- Flora Huayaquilensis de Juan José Tafalla Navascués. (Investigación, Estudio Histórico Anotaciones y Edición). Madrid: Instituto para la Conservación de la Naturaleza (ICONA)-Real Jardín Botánico, 1989. 2 vols. II Edición Guayaquil: Jardín Botánico de Guayaquil- Banco del Progreso,1995. Se ha perdido durante más de 200 años, descubierto por Dr. Eduardo Estrella Aguirre en los archivos del Jardín Botánico de Madrid en 1985.
- De la Farmacia Galénica a la Moderna Tecnología Farmacéutica. Quito: Artes Gráficas Señal, 1990. 105 p.
- Función Maternal y Sexualidad. Un estudio en mujeres de una población campesina de la Provincia de Pichincha. Quito: Ed. Abya-Yala, 1991. 130 p.
- Malaria y Leishmaniasis Cutánea en el Ecuador. Quito: Ed. Abya-Yala, 1991. 374 p. (Coautor)
- La Biodiversidad en el Ecuador: Historia y Realidad. Quito: Tulpa Editores, 1993. 103 p.
- Sin Hadas; Sin Muñecos. Una Síntesis de la Situación de la Niñez en la Amazonia. Bogotá: UNICEF-UNAMAZ, 1993. 229 p.(Coautor).
- Plantas Medicinales Amazónicas. Realidad y Perspectivas. Lima: Tratado de Cooperación Amazónica, 1995. 302 p.
- Biodiversidad y Salud en las Poblaciones Indígenas de la Amazonia. Lima: Tratado de Cooperación Amazónica, 1995. 320 p.
- Museo Naval y Ministerio de Defensa, La Expedición Malaspina, 1789-1794, Barcelona, Lunwerg, tomos 1-9, (1996) Dr. Eduardo Estrella. Estudio Histórico, transcripción y notas de los textos originales por la Expedición Malaspina, Alejandro Malaspina.

### Investigación, estudios y dirección editorial
- La Condamine. Viaje por el Río Amazonas y Estudio sobre la Quina. Barcelona (España): (Lafuente, Antonio y Estrella, Eduardo: Presentación y Edición). Ed. Alta-Fulla, 1986. (II Edición. Quito: Editorial Abya-Yala, 1994).
- Guía Nacional de Servicios de Salud en el Ecuador. Quito: Ministerio de Salud-UNICEF, ILDIS, 1990.
- Ruiz, Hipólito. Compendio Histórico-Médico-Comercial de las Quinas. (Investigación, Introducción y Notas). Burgos (España): Caja de Ahorros Municipal, 1992.
- Salud y Población Indígena de la Amazonia. (Estrella, E., ed.). Quito: Crearimagen, 1993. 2 vols.
- Espejo, Eugenio. Reflexiones acerca de un método para preservar a los pueblos de viruelas. (Estudio Crítico y Edición). Quito: Comisión Permanente de Conmemoraciones Cívicas, 1993.
- Espejo, Eugenio. Voto de un Ministro Togado de la Audiencia de Quito. (Estudio Crítico y Edición). Quito: Comisión Permanente de Conmemoraciones Cívicas, 1993.